# Zagórów (gmina 1870–1919)
Zagórów – dawna gmina wiejska istniejąca na przełomie XIX i XX wieku w guberni kaliskiej. Siedzibą władz gminy była osada miejska Zagórów.
Gmina Zagórów powstała za Królestwa Polskiego – 19 maja?/31 maja 1870 w powiecie słupeckim w guberni kaliskiej w związku z utratą praw miejskich przez miasto Zagórów i przekształceniu jego w wiejską gminę Zagórów w granicach dotychczasowego miasta.
Jako gmina wiejska jednostka przestała funkcjonować 7 lutego 1919 w związku z przywróceniem Zagórowowi praw miejskich i przekształceniem jednostki w gminę miejską.